# Mk.VI軽戦車
Mk.VI軽戦車（マーク6 けいせんしゃ、Vickers Light Tnak Mk.VI）は、戦間期にイギリスで開発された軽戦車。第二次世界大戦前半に活躍した。

## 開発の経緯
イギリス軍における軽戦車の始まりは、1928年に採用されたMk.I軽戦車にさかのぼる。これは、同国で開発されたカーデン・ロイド豆戦車に砲塔をつけたものであった。その後順次改良されつつMk.II（砲塔が角ばったものに変更）、Mk.III（サスペンションの変更）、Mk.IV（誘導輪の廃止）、Mk.V（砲塔要員が2名に増加）と、少量ずつ生産されてきた。1936年に本格的な大量生産型としてMk.VIが正式化される事となった。カーデン・ロイド系列の発展型となる軽戦車は、このMk.VI軽戦車が最終となる。
砲塔はMk.Vと同じく2名用で、12.7mmおよび7.7mm ヴィッカース重機関銃を搭載している。改良点としては、装甲厚が最大14mmになり、防御力が向上した。

## 配備
本格的に量産された本車は、第二次世界大戦開戦の時点で約1,000両が配備されていた。主に偵察戦車として騎兵連隊に配備されたものが多かったが、機甲部隊にも不足する戦車の数合わせとして配備されていた。ヨーロッパや北アフリカ、果ては太平洋戦線まで、イギリス軍が戦ったあらゆる場所に配備された。
ダンケルクの戦いまでに約1,400両が生産された。

## バリエーション

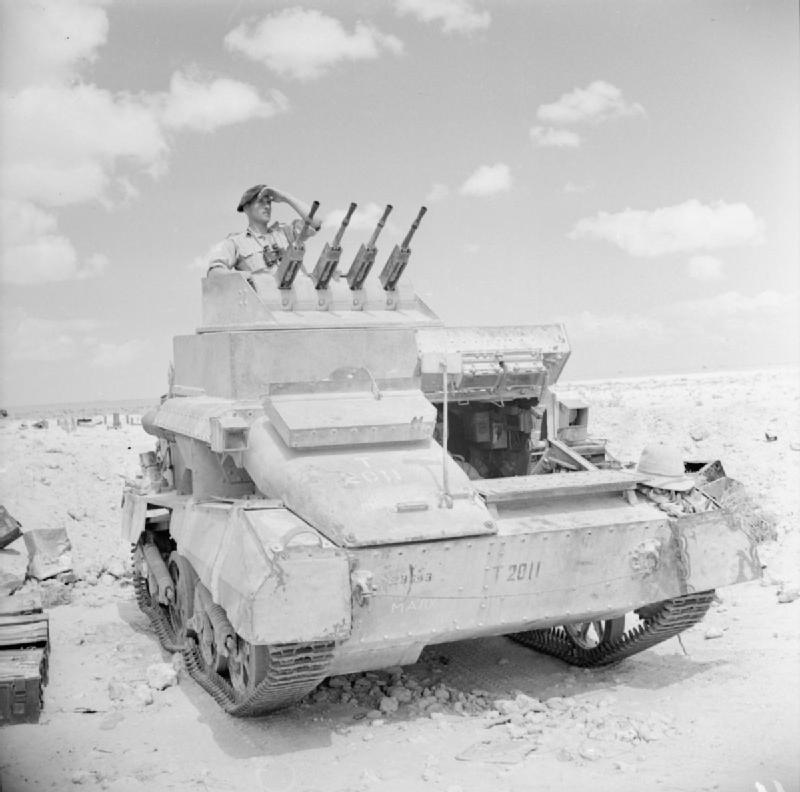
対空型

Mk.VI
Mk.Vに対して砲塔の容積が増やされ、No.7無線機を搭載しているが、サスペンションや車体などはほとんど同じ構造である。
Mk.VIA
上部転輪の位置が変更され、Mk.VIでは円筒形であった司令塔が八角形に変更された。
Mk.VIB
司令塔が再び円筒形になった。
Mk.VIC
主武装を15mm ベサ重機関銃（弾薬搭載量 175発）、副武装を7.92mm ベサ機関銃（弾薬搭載量 2,700発）に変更した火力増強タイプ。司令塔は廃され砲塔上部にはハッチとペリスコープが設置された。また、砲塔左側面に機関銃発射時用の排煙装置が設けられた。キャタピラと転輪も幅広に変更。
対空型
7.92mm ベサ機関銃4丁を搭載したタイプ。

## 運用国
- イギリス
- インド
- オーストラリア
- カナダ

## 登場作品

### ゲーム
『R.U.S.E.』
イギリスの軽戦車として登場。
『War Thunder』
イギリスで軽防空車として対空型が最初に研究できる対空戦車として登場。
『World of Tanks』
イギリス軽戦車Light Mk. VICとして、15mm ベサ重機関銃を搭載したタイプが配布。
『トータル・タンク・シミュレーター』
イギリスの神風戦車MK.VIとして登場。